# Атаханов, Камиль Атаханович
Камиль Атаханович Атаханов (21 декабря 1930, Кёк-Джангак, Джалал-Абадская область — 6 марта 2019) — киргизский советский врач-фтизиатр и организатор здравоохранения. Почётный гражданин города Ош.

## Биография
Родился в семье шахтера. Старший брат Гафур погиб на фронте в годы Великой Отечественной войны.
В 1947 году окончил с серебряной медалью среднюю школу и поступил в Киргизский государственный медицинский институт (КГМИ).
По окончании КГМИ в 1952 году получил назначение врачом-фтизиатром Октябрьской районной больницы Джалал-Абадской области, затем переведён хирургом в Кок-Янгакскую городскую больницу. В 1953 году возглавил отдел здравоохранения г. Кок-Джангак, а после его упразднения в 1955 году был назначен главным врачом объединенной городской больницы. Организовал успешную борьбу с высокой заболеваемостью дизентерией, кишечными инфекциями, болезнью Боткина; корью, скарлатиной, паротитом и др. у детей; анкилостомидоз у шахтёров (был ликвидирован в 1958 году).
Кандидат медицинских наук (1967).
В 1964 году назначен руководителем Ошского областного отдела здравоохранения, возглавлял отдел 21 год — до 1985 года. В эти годы в области была построена областная клиническая больница на 800 коек, а в Токтогульском, Джанги-Джольском, Баткенском, Кара-Кульджинском, Кара-Суйском районах открыты районные больницы.
С 1985 года — главный врач Ошского областного противотуберкулезного диспансера. В 1998 году возглавил кафедру организации здравоохранения и социальной медицины Ошского государственного университета, присвоено звание профессор. В 2005 году назначен деканом факультета усовершенствования врачей Ошского филиала КГМИ. С 2001 по 2018 год работал врачом-фтизиатром в Ошском областном центре по борьбе с туберкулезом.

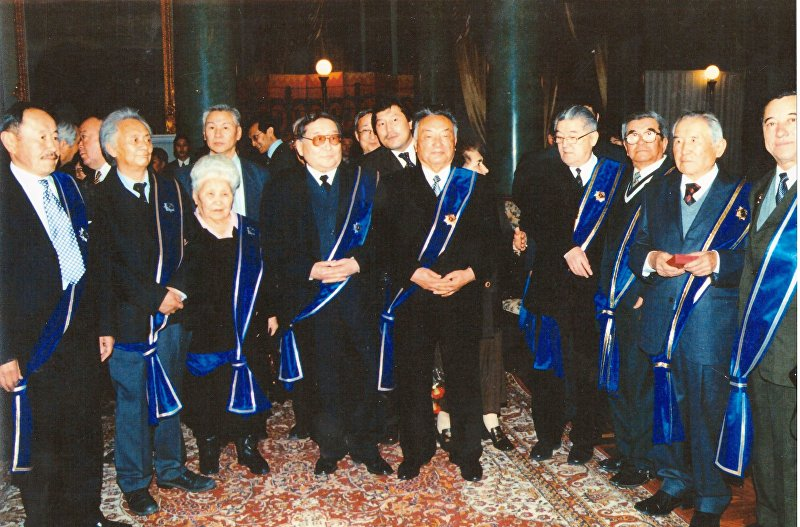
Учёные-медики, награждённые орденом «Манаса». 2003

Награждён орденом «Манас» III степени (2003)
Скончался после тяжёлой продолжительной болезни.
Сын Гафур — врач-хирург, кмн